# Tsolgo Mustjärv
Mustjärv är en sjö i sydöstra Estland. Den kallas även Tsolgo Mustjärv för att skilja den ifrån andra sjöar med samma namn. Namnet betyder svartsjön. Den ligger vid byn Tsolgo i Lasva kommun och landskapet Võrumaa, 216 km sydost om huvudstaden Tallinn. Arean är 6,1 hektar.